# Bunt na Bounty (film 1984)

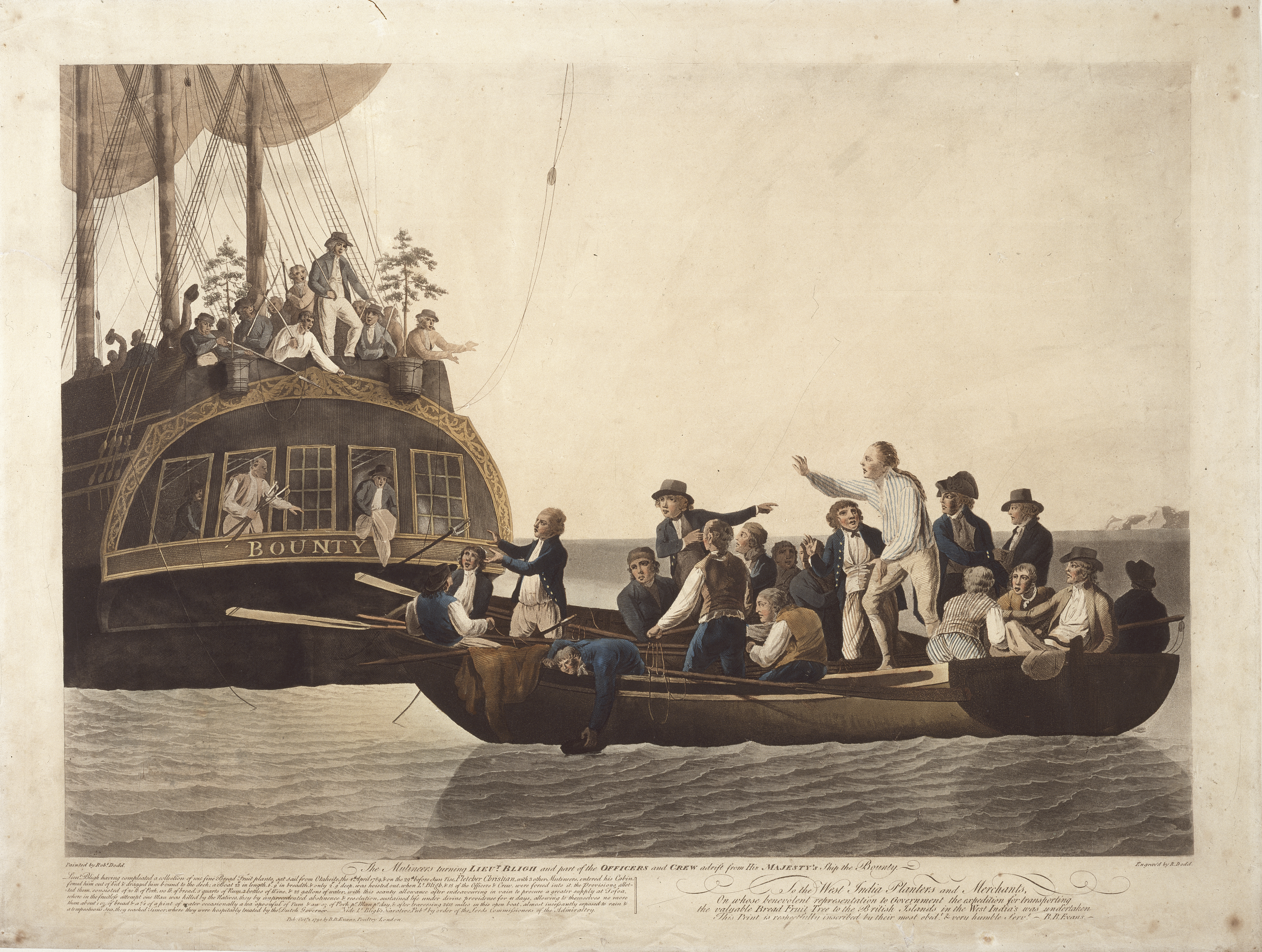
Buntownicy pozwalają odpłynąć kapitanowi i części swoich kolegów (rys. nie pochodzący z filmu)

Bunt na Bounty (ang. The Bounty) – brytyjsko-amerykańsko-nowozelandzki film fabularny z 1984 roku w reżyserii Rogera Donaldsona. Film opowiadał historię słynnego buntu marynarzy ze statku „Bounty” w 1789 roku. Zrealizowany został na podstawie książki Richarda Hougha.
Obraz brał udział w konkursie głównym o nagrodę Złotej Palmy na 37. MFF w Cannes.

## Fabuła
Oczarowani urokami wyspy Tahiti, w zderzeniu z surowością kapitana statku Williama Bligha i perspektywą długiej i trudnej podróży morskiej, marynarze „Bounty” pod przywództwem pierwszego oficera Fletchera Christiana siłą przejęli statek. Kapitanowi Blighowi wraz z częścią załogi pozwolono odpłynąć szalupą. Buntownicy powrócili na Tahiti, a stamtąd po długiej żegludze przybyli do niezamieszkanej wyspy Pitcairn, gdzie spalili swój statek.

## Twórcy filmu
- Reżyseria: Roger Donaldson
- Muzyka: Vangelis
- Scenariusz: Robert Bolt (na podstawie książki Richarda Hougha)
- Zdjęcia: Arthur Ibbetson

## Obsada
- Anthony Hopkins – William Bligh
- Mel Gibson – Fletcher Christian
- Edward Fox – kapitan Greetham
- Laurence Olivier – admirał Hood
- Daniel Day-Lewis – John Fryer
- Liam Neeson – marynarz Charles Churchill
- Bernard Hill – William Cole

## Produkcja
Film kręcono w Wielkiej Brytanii (Londyn, hrabstwo Wiltshire), w Nowej Zelandii (Whangarei, Gisborne) i na wchodzącej w skład Polinezji Francuskiej wyspie Moorea.